# Geolycosa bridarollii
Geolycosa bridarollii är en spindelart som först beskrevs av Cândido Firmino de Mello-Leitão 1945. 
Geolycosa bridarollii ingår i släktet Geolycosa och familjen vargspindlar. Inga underarter finns listade i Catalogue of Life.